# Acquapendente
Acquapendente  es una localidad y comuna de Italia ubicada en la provincia de Viterbo, región de Lacio. Su población es de 5739 habitantes.

## Demografía
| Gráfica de evolución demográfica de Acquapendente entre 1861 y 2001 |
|                                                                     |
| Fuente ISTAT - elaboración gráfica hecha por Wikipedia              |